# Léandre Boizeau
Pour les articles homonymes, voir Boizeau.
Léandre Boizeau est un écrivain et militant français, né le 9 juin 1940 à Buzançais dans l'Indre. Il est, en compagnie de Gérard Coulon et Rolland Hénault, fondateur du magazine La Bouinotte en 1982.

## Biographie
Issu d'une famille de forains sédentarisés, Léandre Boizeau passe une partie de son enfance et de son adolescence sur les fêtes et foires de la région pour y prendre sa part de travail. Il entre à l'école normale d'instituteurs de Châteauroux en 1956. Il poursuit ensuite une carrière d'enseignant qu'il n'envisageait pas vraiment au départ : "Je dois tout à l’école laïque, gratuite, obligatoire" rappelle-t-il souvent.
En mai 1958, il adhère au Parti communiste français et demeure militant communiste jusqu'en 1983. En mars 1977, il est élu maire-adjoint du Blanc sur la liste de René Thimel et le reste jusqu'en mars 1983, date qui marque la fin de son engagement politique.
En 1978, il publie Gène, son premier roman.
En 1980, il relance l'affaire Mis et Thiennot en publiant Ils sont innocents, ouvrage dans lequel il fait en sorte de démontrer l’innocence des deux hommes,,,,. Cette publication sera suivie de la création d’un comité de soutien pour la révision du procès Mis et Thiennot qu’il va présider durant de longues années et dont il est toujours président d’honneur,,. Toutefois, aucune des demandes pour une révision du procès n'a encore été acceptée par l'autorité judiciaire, en raison de l'absence d'éléments nouveaux ,,,,.
En 1982, il publie Un goût de sucre et de miel, récit autobiographique de son enfance foraine. Cet ouvrage sera retenu par la sélection du Reader's Digest pour passer en un condensé de trente pages dans ses éditions en langues française et italienne. La même année, avec deux amis, Rolland Hénault et Gérard Coulon, il crée La Bouinotte, le Magazine du Berry, un trimestriel qu’il dirigea pendant 22 ans avant de passer le témoin à Gilles, son fils. Celui-ci va lui adjoindre un secteur édition qui publie actuellement entre quinze et vingt titres par an.
Il s'est également intéressé, dans son livre La Traque, à la triple évasion de Roger Dekker, Gustave Merlin et Georges Damen de la prison de Fontevraud en 1955,,. Son ouvrage Les forçats de la faim est quant à lui consacré aux dernières émeutes de subsistance ayant touché la France en 1847,.
Léandre Boizeau est l’auteur d’une vingtaine d’ouvrages qu’il a, pour certains, adaptés pour des sons et lumières. Son œuvre est largement inspirée par le monde des « petits », des « sans grades », des « oubliés du champ d’honneur » comme il se plaît à les qualifier. Il est également conteur et s’est produit sur scène plus de 300 fois avec son groupe de Causeux de la Bouinotte,, tout en tenant une chronique radiophonique sur le Berry insolite,,,.
Il est aussi l’auteur et metteur en scène d’une pièce qui connaît un succès notable dans la région : Le Musée des Ronchon qui, sur le mode de l’humour, traite du drame de la désertification des zones rurales,,.

## Publications
- Gène, Le cercle d'or, 1978.
- Ils sont innocents, Le cercle d'or, 1980.
- Un goût de sucre et de miel, une enfance foraine en Berry, Le cercle d'or, 1982.
- Albert Chichery. De Dilecta à "l'Affaire", La Bouinotte, 1990.
- Les Lueurs de l'aube, La Bouinotte, 1996.
- Toutes voiles dehors, La Bouinotte, 2000.
- La Traque, La Bouinotte, 2002.
- Thiennot, l'homme qui hurlait d'innocence, La Bouinotte, 2004.
- Villemont. Braco de légende, La Bouinotte, 2006.
- Les Chemins de l'espérance, La Bouinotte, 2010.
- Manuel de survie à l'usage des 50 ans et +, La Bouinotte, 2011.
- Le Cercle des beloteurs disparus, La Bouinotte, 2013.
- À l'autre bout du quai, La Bouinotte, 2015.
- Les Forçats de la faim, La Bouinotte, 2016.
- Vieux, ronchons et heureux de vivre !, La Bouinotte, 2018.
- Champigny, l'insoumise, La Bouinotte, 2020.
- Mis & Thiennot, une vie de combat, La Bouinotte, 2022.